# Tsvety zapozdalyje
Tsvety zapozdalyje (russisk: Цветы запоздалые) er en sovjetisk spillefilm fra 1970 af Abram Room.

## Medvirkende
- Irina Lavrenteva som Maroussia
- Aleksandr Lazarev som Dr. Nikolaj Toporkov
- Olga Zjizneva som Priklonskaja
- Valerij Zolotukhin som Jegorusjka
- Inna Uljanova som Kaleria Ivanovna